# 飛鳥田一雄
飛鳥田 一雄（あすかた いちを、1915年〈大正4年〉4月2日 - 1990年〈平成2年〉10月11日）は、日本の政治家。衆議院議員（6期）、横浜市長（4期）、日本社会党委員長を歴任した。

## 来歴・人物

### 生い立ち
横浜市滝頭町出身。厚木市の旧家で医師の家に生まれる。
父は弁護士で横浜市会議長・高松高検検事長を務めた飛鳥田喜一。5歳の頃に小児麻痺にかかり、左足が不自由となった。これを機に、名の読みを「かずお」から「いちを」に改める。障碍を理由に入学を反対する教員を長野正義(のち飛鳥田夫婦の仲人。横須賀市教育長を経て横須賀市長)らの教員が説得して入学できた神奈川県立第一中学校（現・神奈川県立希望ヶ丘高等学校）を経て、旧制水戸高等学校（現・茨城大学）を受験するが、左足の障害を理由に不合格とされた。この際、3～4ケ月不登校となり自宅で父親の書棚にあったバクーニンの書籍を読み、感化された。神奈川県立第一中学校時代の同級生に寺田透（東京大学元教授、夫人の兄）、川合武（元衆議院議員・新自由クラブ）がいる（川合は1971年の第7回横浜市長選挙の際、現職の飛鳥田の対抗馬として自民党推薦で立候補したため、「同級生対決」となった）。
中央大学専門部を中退後、明治大学予科に進み、映画研究部に属する。ここで思想的なことも話し合い、マルクス一本やりの読書生活をおくると共に左翼的な活動に入る。1933年（昭和8年）の滝川事件に際して滝川擁護の演説を行い、特高警察に検挙された。1937年（昭和12年）明治大学法学部卒業後、高等文官司法科試験を受験して、弁護士となった。1941年（昭和16年）、松尾鉱毒事件における原告弁護団に加わり、片山哲と知り合う。第二次世界大戦の終戦直後は弁護士としてBC級戦犯の弁護にあたった。
1946年（昭和21年）日本社会党に入党。1949年に横浜市会議員、1951年に神奈川県議会議員を経て、1953年に第26回衆議院議員総選挙に左派社会党から立候補し衆議院議員に当選。社会党内では党内最左派の平和同志会に所属し、主に軍事基地反対を訴えた。

### 横浜市長

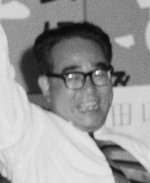
1963年

1963年、社会党の公認を得て「市長室に扉はない」「市民税は重点政策で市民に返す」を掲げ、現職の半井清、自民党公認の新人田中省吾を辛くも破り、横浜市長に当選する。1963年の統一地方選挙以後、全国で革新首長が続々と誕生し、飛鳥田は革新首長のリーダー的存在と見なされるようになった。1964年には全国革新市長会を結成し、その会長となった。
横浜市長としては、1万人市民集会を企画するなど、住民による直接民主制の実現に努力した。このことは「議会軽視」と市会などから批判されたが、飛鳥田が直接民主制にこだわったのは、市議時代、同僚の議員のレベルがあまりにも低すぎ、飛鳥田が市会に不信感を持っていたことに由来する。
また、公園や保育所など社会資本の充実、誕生時に植樹する「おぎゃあ植樹」や固定資産税減免と引き換えに所有山林を市民に開放する「市民の森」制度など緑化事業にも力を入れた。しかし、革新市長のリーダーとみなされた飛鳥田は物価高など、本来、市長の権限ではどうしようもない問題の解決まで迫られ嬬恋村キャベツの上限価格付き産直(下限価格は市税で保証)や石垣島牛肉の産直、ソ連からのシシャモ輸入など試行錯誤で対応した。さらに条例を避け大規模宅地開発への対応を主な目的として市に強い権限を与える宅地開発要綱に代表される要綱行政という裁量行政のマイナス面と市長選考による選考職昇格のマイナス面が合わさって発生した日照権汚職(市長選考にて労働組合活動家から日照権相談室長に昇格した吏員が高層マンション建設業者から収賄)で逮捕されるなどのスキャンダルも発覚した。
市長時代はベトナム戦争の真っただ中だったことから、その在任中も反戦・反基地運動を継続した。代表的な活動として、1972年8月の「戦車闘争」(村雨橋事件、村雨橋闘争、相模原闘争)があり、ベトナム戦争で破損した米軍戦車を相模総合補給廠で修理し、再び戦地で使用するため、横浜ノース・ドックへと輸送する戦車積載トレーラーの列を、ノース・ドックへの進入路である横浜市道の村雨橋（神奈川区）の手前で足止めした。村雨橋と相模総合補給廠の前は、賛同する活動家や一般市民でいっぱいとなり、連日機動隊が配備される大きな事件となったが、これにより米軍戦車は、約100日の間、輸送を阻止された。これは車両制限令という政令に基づく市道管理者たる横浜市長による通行制限命令であった(11月に車両制限令が改正され、在日米軍車両は対象外にされた)。
退職時、横浜市長時代の退職金として、一般職員の基準額である1,592万円を受給し、市長としての特別手当1億2,888万円を返上した。

### 日本社会党委員長
1977年12月13日、社会党は第41回定期大会続開大会を開催。成田知巳は同年の参院選敗北の責任を取り党委員長を辞任。飛鳥田が後任の委員長に就任した。12月28日に行われた横浜市会各派団長会議に出席し、委員長就任に伴い翌年3月上旬に市長を辞任すると述べた。
1978年3月1日、横浜市長を辞任。しかし地元の支持者たちからは市長辞任を反対され、飛鳥田は地盤の横浜から国政選挙に出馬することができなくなった。
同年12月の首班指名選挙では、社会党は、党首である飛鳥田委員長が非国会議員であったため、副委員長の下平正一に投票した。
美濃部亮吉都知事が不出馬を表明した後で行われた1979年4月の都知事選挙に際しては、永井道雄元文相、経済学者の都留重人、武蔵野市長の後藤喜八郎らを擁立しようとしたが、支持母体である総評が太田薫の出馬を譲らず、最終的に押し切られる形となった。都知事選は太田と前衆議院議員の麻生良方とのあいだで革新票が分散し、自民・公明・民社推薦の鈴木俊一が初当選した。
同年10月の第35回衆議院議員総選挙にて旧東京1区（千代田区・港区・新宿区）から出馬し当選した。しかし、支持基盤のない東京1区からの出馬は飛鳥田に他の社会党国会議員の選挙応援に行く余裕を失わせ、飛鳥田の求心力を奪っていった。
飛鳥田は委員長就任の条件として全党員による委員長公選制導入を成田委員長に実現させ、開かれた党を目指してイタリア共産党（当時）の「カード党員」をヒントにした百万党建設運動による党員拡大に力をいれたり、1983年の参議院議員通常選挙において一致する政策を期限を切って58の市民団体と政治契約を締結した。また、党本部書記に対しては綱紀粛正を指示したが、疲弊した党の再建は容易ではなかった。社会主義協会排除の流れを受け飛鳥田は、教条主義的と批判されていた「日本における社会主義への道」の改定に乗り出さざるを得なかった。党支持団体の総評による圧力もあり、1980年の公明党との社公連合政権構想により、既に前年公明党と民社党が締結していた公民連合政権構想と合わせた公明党をブリッジとする社公民路線にかじを切り、結果として成田委員長時代まで共闘の対象としていた日本共産党との関係を断絶せざるを得なくなった。
1980年5月16日、社会党は大平内閣不信任決議案を提出。その採決に自民党内反主流派の福田派・三木派が造反し欠席したため、不信任決議案が可決され（ハプニング解散）、衆参同日選挙へ突入した。選挙戦では、社会党が「自民党は金権腐敗で軍事大国の道を歩んでいる」と批判するのに対し、共産党が「社会党は反革命である」と社会党を批判。さらには連合政権構想で連携している民社党から「社会党の防衛政策は不明確である」と批判され、本来「反自民」で協調するべき野党内の足並みの乱れが目立った。さらに選挙中に大平正芳首相が急死したため自民党に同情票が流れ、自民党に復調の機会を与えることとなった。飛鳥田自身、東京1区（定数3）でのトップ当選どころか自民党の与謝野馨（中曽根派）・大塚雄司（福田派）に追い越され野党第1党の党首でありながら最下位で当選し、首相の座から遠のいた印象を与えた。飛鳥田は「俺が苦戦するのもしょうがねえや、ろくに地元にいねえんだもんな」と語ったという。
定員3人の東京1区では自民党の与謝野、大塚と、民社党系無所属の麻生良方が現職で、社会党元衆議院議員の加藤清政が次点と言う構図だったが、加藤に勝ち目は無く、人気の高い飛鳥田の1区参入により社会党は議席を獲得しようと言う目論見だった。加藤は参議院に鞍替えし、東京選挙区から立候補したが落選した。このため、加藤の支持者からは飛鳥田に対する反発が起こった。選挙後、加藤は社会党を離党し、翌1981年1月の千代田区長選に自民党推薦で立候補し、当選、同年5月には自民党に入党することになった。
1981年12月20日～21日には党員による委員長公選を実施し、社会主義協会・三月会・勝間田派などの支持によりこれに出馬。選挙戦では右派の求める公明党との共闘深化に対して慎重な立場を打ち出す。投票総数6万票弱のうち得票率68%を得て武藤山治、下平正一に圧勝。
1982年には左派若手の馬場昇を書記長に抜擢したことをきっかけに右派が反発して、党内では次第に孤立していった。1983年、参議院選挙での敗北を理由に委員長を辞任し、政界も同時に引退し佐々木秀典が地盤継承も落選。その後は第二次厚木基地騒音公害訴訟原告団長を務めるなど市民派の弁護士として活躍した。晩年の回顧録にて、「かつてのマルクス・ボーイからみると、最近（1986年）の世の中はマルクスの解釈が足りないんじゃないかなと思う。マルクスの偉大さは、アダム・スミスだとかリカアドとかの経済学、ヘーゲルやフォイエルバッハの哲学、それにフランスの政治思想ね、こういうものを追跡し、超えたところに、ひとつの学問体系をつくりあげた点にあると思うんだけど、今はマルクスの理論を現実にただあてはめて、合わないとか時代遅れだとか言ってる。マルクスならマルクスのところで止まっちゃって、それをさらに発展させようとしないんだもん。そういう姿勢は彼の教えるところと全く逆だよ。」「保革じゃあ、もうこの世の中は語れないよ。もちろんイデオロギーは大切だよ。ただ、今まで通りの意識で、この資本主義社会に対抗していくのは難しいと思う」と述べた。
1990年10月11日、脳梗塞のため75歳で鎌倉市内の病院にて死去。墓所は厚木市建徳寺。

## 横浜市長としての飛鳥田一雄
飛鳥田は横浜市長として、革新首長のリーダーとして活躍し、地方自治制度に関する理論家としても注目された。与党社会党は市議会において少数だったため、自民党における議長ポスト争いに介入し、前市長である半井清と昵懇であった現職の津村峰男市議に対立する横山健一市議を応援して議長にすることで彼らの派閥を準与党とすることに成功した。
また、アメリカ大統領補佐官に相当する若手ブレイン（鳴海正泰、田村明、船橋成幸）を部・課長級吏員として招き、脱縦割り行政の先鞭をつけた。
公害の規制（当時の法定値を1/2～3/4下回る磯子火力発電所の煤煙規制、当時大気汚染の主力であった日本鋼管（現JFEホールディングス）京浜製鉄所を沖合に移転する社内計画への対策協議会設置を神奈川県・川崎市に呼びかけ）や公園などの社会資本の整備といった面でも市長としての手腕を発揮した。さらに大規模な公共事業を嫌う革新首長が多い中では異例とも言える横浜市六大事業を策定し、大規模都市にふさわしいグランドデザインを提示し、際立った個性をもつ今日の横浜市の基礎を作り上げたとも評価できよう。
六大事業とは、
1. みなとみらい21をはじめとした都心部強化事業
2. これと連動した金沢地区埋め立て事業
3. 港北ニュータウン事業
4. 幹線道路事業
5. 地下鉄事業
6. ベイブリッジ事業

を指す。
とりわけ、みなとみらい事業については、当時、高い稼動状態であった三菱重工横浜造船所を立ち退かせるものであったため、当初は実現が困難と見られていたが、飛鳥田の死後、計画通り完成した。三菱重工横浜造船所の移転先を含めた金沢地区埋立事業はマルク債を財源とし、1968年度、1969年度、1971年度の三度にわたり各1億マルク発行された。
飛鳥田が取り組んだ横浜市内の幹線道路整備に際して、横浜市電を廃止することを決断した際に飛鳥田は「マイカー族のエゴにやられちゃったよ」と述懐していたという。この市電廃止と再建債発行は交通局の財政再建団体(1965年の地方公営企業法改正後適用第1号)化の条件であり、反対する横浜市交通労組を宮原委員長と共に説得して進めた。また、後任市長となる細郷道一自治省財政局長が横浜市側に立って大蔵省の説得に当たった。
また飛鳥田は「横浜公園にプロ野球の公式戦が出来る野球場を造りたい」「その新球場をプロ野球チームの本拠地としたい」と考え、戦前から在り、自身も弁護士会のチームでプレイ経験がある横浜公園平和野球場の建て替えを決断する。当初市長以外反対であったが、都市計画担当のブレイン田村明が賛成し、大洋球団の46%株主であった堤義明を味方にして新球場建設を軌道に乗せ飛鳥田自身も時の建設大臣竹下登にすり鉢型球場の接地部分のみ施設面積として許可をもらい、神奈川県内の企業などを回って計画の説明などを行い、資金は20億円を市民から「一口250万円で800口・内野席1席提供」の条件で公募し千何口集まり、はみ出た部分を断るほどだった。かように横浜市議会でもスタジアム運営に関する案件などを可決するために努力を払った。更にその当時、川崎球場を本拠地にしていた大洋ホエールズ（現：横浜DeNAベイスターズ）の横浜への本拠地移転に飛鳥田が自ら動いたことでも知られている。そうした経緯で現在の横浜スタジアムの完成に漕ぎつけた。その横浜スタジアムこけら落とし試合となった1978年4月4日の大洋ホエールズ 対 読売ジャイアンツ第1回戦に際しては、市長を辞職して日本社会党委員長になっていた飛鳥田が始球式を行っている（なお、元々自身は近鉄ファンだった。）。
しかし、一方で、社会党出身であることから市職員労組に甘く、市職員給与の大幅賃上げなどで財政を逼迫させ、また、当時、全国の政令指定都市中、最低レベルであった環状道路の整備状況なども解決できぬまま任期を終えた。自宅付近に鉄道駅がないことを理由に、国鉄根岸線に磯子駅を設置させたという噂もあった。
1968年頃の市政モニターとの懇談にて、市政モニター皆川鎮枝の「同伴旅館を都市問題として規制すべき」との質問に対して、「奥様はそう言うけど、家が狭いんで利用している夫婦もいるんだ」と回答し、さらに皆川の「市長は夫婦か不倫関係か調べたのか」という抗弁に対して「顔見りゃわかるよ」と回答した。
市民向けに市庁舎にピアノを設置して昼休みに市内音楽家に演奏させたが、「曲はドビュッシー以前のものにするよう」指示し、近代的な曲を演奏させないことを雑誌対談で披露し、対談相手の岡本太郎に「古い」と批判された。

## 日本社会党委員長としての飛鳥田一雄
前任の成田知巳の説得に対して、委員長公選などの条件を出して横浜市長から社会党委員長に転身した飛鳥田であるが、日本社会党では委員長という地位自体にほとんど権限がなかったことから十分に力を発揮することができなかった。
党委員長就任当時の社会党は派閥抗争に明け暮れており、党内が混乱し機能していない状態であった。森田実によれば、飛鳥田が委員長に就任し党本部に来た際に書記を集めて次のように訓示をしたという。「もう派閥対立はやめなさい」「定時までには全員出勤してきなさい」「机の上は全部片づけなさい」というものであった。つまり「完全に派閥対立に熱中して仕事が疎かになっている」という指摘であった。
党外交は、疎遠だった社会主義インターナショナルと交流を再開し、委員長として初めて訪米しウォルター・モンデール副大統領などと意見交換した。市長時代に同和対策をめぐる社共対立に嫌気がさして三選不出馬を表明した美濃部亮吉東京都知事を説得するために1975年に招いたミッテランがフランス大統領に当選した後に訪仏したが、フランスの中東武器輸出をめぐり中止が容れられず疎遠となった。
なお、飛鳥田は朝鮮民主主義人民共和国を訪問した際、以下のような北朝鮮を賛美する言葉を残したとして批判されることがある。
「チュチェ思想は今や、チョソン人民にとって革命と建設の羅針盤となっているばかりでなく、プロレタリア国際主義とも完全に合致しているところから、日本や世界各地でひろく研究され、各国人民のたたかいを励ます思想ともなっている。」
「帰国後私は家内に『あなたはキム・イルソン主席にほれてしまいましたね』とよくいわれたものだが、まさにその通りである。私は、チョソン民族の偉大な指導者としてばかりではなく、アジアと世界のすぐれた指導者の一人であるキム・イルソン主席にいまだにほれつづけているわけである。」
一方、日本社会党本部中央執行委員であった船橋成幸の見方は正反対で、飛鳥田は金日成に対する個人崇拝をひどく嫌っていたという。金日成ゆかりの史跡を訪ねたとき、史跡の職員に金日成を賛美するよう暗に求められたが、案内役の女性に「あなた、こんどお訪ねするまでに素敵な人を見つけて、お幸せにね」とだけ言って、迎えの自動車に乗り込んだ。また、金日成と対等な立場で会談し、へりくだった態度を見せなかったため金日成のほうが飛鳥田に好印象を持ったといわれているとのことである。それを根拠に、飛鳥田の北朝鮮を賛美する言葉は、社会党の政治家が訪朝すれば北朝鮮側から金日成や金正日を評価する発言を言うよう強く求められることが多いためで、本心からではなかった、とする意見もある。
1987年に出版された回顧録の中で、北朝鮮の工作船・不審船が石川県能登半島沿岸の日本海に出没していることについて言及しており、自身が委員長時代（1978年2月頃）に第1回総対話集会を小木（石川県）で開催し、現地の漁民から情報収集を行っていたことを明かしている。
委員長時代に管理ファシズムを提起し、党内議論を進めた。意識や生活の様式まで管理して統制する現代社会は、資本主義の発展として当然でてくるものとして、この打破にはプロレタリアートという狭い概念だけでは駄目で、あらゆる階級を含んだものが原動力にならないと不可能だと主張した。
就任間近い1977年12月14日に出演した『NNNおはよう!ニュースワイド』において「社会党は特殊部落」と発言し、すぐ問題に気付き番組中に謝罪した。差別発言を行った直後、地元の横浜市内にある運動団体支部に謝罪訪問したとき「横浜市における被差別部落の存在をどう考えているか」と問われ即座に十数ヵ所の地区名をあげて答えた、という。なかには運動団体もつかんでいなかった地区名が、いくつかあった。